# C.C.V. Nyholm
Carthon Kristoffer Valdemar Nyholm, kendt som C.C.V. Nyholm (30. juni 1829 i Nyborg – 16. maj 1912 i Søllerød) var en dansk højesteretsdommer og politiker.

## Juridisk karriere
Nyholm blev født i Nyborg, hvor hans fader, Christopher Nyholm var sognepræst. Han blev 1847 student fra Sorø Akademi og 1853 juridisk kandidat; var derefter manuduktør, indtil han 1856 blev auditør, først i Aarhus, 1857-62 i Altona og til sidst i København; 1863 assessor i Københavns Kriminal- og Politiret, 1876 i Landsoverretten i København og endelig 1881 i Højesteret. 1907-09 var han justitiarius.

## Juridisk og politisk debattør
Allerede tidligt var hans interesse delt mellem retsvidenskab og politik, og denne dobbelthed kommer til syne gennem hele hans forfattervirksomhed. Hans første skrift, Helstatens Separatister (oprindelig trykt i Dagbladet i december 1853), var en skarp kritik af det slesvigske forfatningsudkast, og fra Altona skrev han senere jævnlig breve til Fædrelandet. Derefter fulgte nogle småskrifter om, dvs. imod, Dødsstraffen (1858), om Den offentlige Anklagemyndigheds Væsen og Betydning (1862), om Lægens Vidnepligt (1863) og om Den franske Militærrettergang (1870) til anbefaling for en indgribende omdannelse af den militære retspleje her hjemme. Efter at have udgivet 1864 en meget kortfattet Politisk Katekismus for Menigmand udarbejdede han 1869 til brug for Folkeoplysningsudvalget Grundtræk af Danmarks Statsforfatning og Statsforvaltning, til hvis nye udgave 1880 føjedes et omrids af Sveriges og Norges. 1891-93 kom der en 4. udgave.
Af mere selvstændig karakter er nogle indlæg i den politiske strid i provisorietiden: Om Udstedelsen af provisoriske Love (1883); Provisoriet efter gældende dansk Statsret af en Jurist af den gamle Skole (1886), hvis titel alene udtaler modsætningen imod den nye lære om foreløbige finansloves berettigelse; 2 artikler i Tilskueren 1890 og 1892 om Rigsrettens Omdannelse og Stridspunkterne i Grundloven. I den første foreslås tvedelingen af dommerne imellem Højesteret og Landstinget afløst af en tredeling, hvorved det politiske element i Rigsretten bliver afgjort overvejende, medens begge Rigsdagens ting få lige del i Rigsrettens sammensætning og desuden lige anklagemyndighed. I den anden afhandling fremsættes forslag til ændringer i nogle grundlovsbestemmelser for at afværge provisoriske tilstande i fremtiden. I en vis indre sammenhæng med disse statsretlige forslag står en sammenlignende fremstilling af Ministeransvarligheden i det konstitutionelle Kongedømme i forskellige europæiske stater (i Tidsskrift for Retsvidenskab 1895).

## Indtræden i politik
1864 kom Nyholm ind i egentlig politisk virksomhed, idet han i Nyborgkredsen valgtes til Rigsrådets – og snart efter tillige til Rigsdagens – Folketing, og han beholdt sin plads i dette indtil 1872, da han fortrængtes af en venstremand. Han hørte dengang til det nationalliberale parti, var derfor også medstifter af Martsforeningen samme år og repræsentant i Dansk Folkeforening 1864-65, men han hørte til partiets venstrefløj. Dette kom stærkt frem under grundlovskampen, idet han så længe som muligt stræbte at undgå enhver alvorlig ændring af Grundloven (stemte i april 1865 imod det første udkast) og i hvert fald ville overlade Rigsdagen gennemsynet; først da fortsat modstand syntes håbløs, stillede han et forslag til Landstingets ordning, hvis vedtagelse førte ham og andre af Folketingets flertal ind på et skråplan og derved banede vej for den endelige ordning. Derefter var han sammen med N.C. Frederiksen og Marius Gad stifter af Mellempartiet, der efterhånden nåede op til at omfatte en tredjedel af tingets medlemmer, og som i flere år holdt ligevægten mellem det nationalliberale parti og Venstregrupperne samt væsentlig fremmede lovgivningsarbejdet. Det stræbte også med større iver end held efter at skyde den politiske kamp ud ved at bringe indgribende reformer i forslag, således om lens og stamhuses overgang til fri ejendom.

## Udvalgsposter
Nyholm indtog i disse år en fremragende stilling i Folketinget og var medlem af de vigtigste udvalg, således 1864 om krigens førelse, 1865 om Grundloven, 1866-67 om Valgloven, Værnepligtsloven (ordfører) og Hærens ordning (formand), 1867-68 om Søværnets ordning, 1867-70 om Lønningslovene (1869-70, formand). Han fik derfor også sæde i den store forsvarskommission 1866 og i den første parlamentariske kommission om Vallø og Vemmetofte 1871-72 (var viceformand i denne). Derimod søgte han forgæves at få lignende kommissioner nedsatte om forvaltningens ordning og om almueskolen. Da han 1872 var faldet igennem, søgte han året efter forgæves valg først i Helsingør (imod højremanden general C.A.F. Thomsen) og senere i Bogense (imod venstremanden Klaus Berntsen) og holdt sig derefter tilbage, men gav sine tanker luft i et flyveskrift: Hvor vidt ere vi naaede? (1874), i hvilket han åbent udtalte sig for det parlamentariske systems optagelse og for et omfattende reformarbejde.

## Tilbage i politik
Først 1883 vovede han sig frem igen, i det han stillede sig ved et udfyldningsvalg i Frederiksbergkredsen som "liberal (d.v.s. antiministeriel) Højremand". Han opnåede ikke at blive valgt; men denne valgkamp, der førtes med ualmindeligt liv, gav stødet til den "liberale" bevægelse, som i den følgende tid så væsentligt omdannede de politiske forhold i hovedstaden og dens omegn. 1884 ved de almindelige valg var Nyholm heldigere, men kunne under de daværende forhold i Rigsdagen intet udrette, og efter opløsningen 1887 faldt han igennem imod krigsminister J.J. Bahnson.

## Senere virke
Senere deltog Nyholm ikke i det politiske liv bortset fra som forfatter af de ovennævnte afhandlinger. Derimod blev han, der allerede 1868-76 var medlem af den store Proceskommission, 1892 udnævnt til medlem af den nye kommission i samme øjemed. Desuden har han i de sidste år udgivet sin faders Optegnelser fra et Ophold i Frankrig 1815-18 (1897) og Optegnelser om Familien Nyholm (1897). Han var formand i repræsentantskabet for Nordisk Livsforsikrings-Aktieselskab af 1897 og for Nordisk Ulykkesforsikrings-Aktieselskab af 1898; i bestyrelsen for Legatstiftelsen, medlem af tilsynsrådet for Nyt genealogisk Institut fra 1909 og af byggeudvalget for Christiansborg Slots genopførelse.
Nyholm blev Ridder af Dannebrog 1877, Dannebrogsmand 1888, Kommandør af 2. grad 1894, af 1. grad 1900 og Storkorsridder 1905.
Nyholm ægtede 1. august 1857 Rosaline Schrøder (19. juli 1834 – 12. august 1865), datter af juveler Conrad Schrøder i København (1795-1865), og 12. juli 1867 Jenny Augusta Risting (f. 28. maj 1844), datter af skibsreder Jonas Risting i Drammen (1806-1873).
Nyholm er begravet på Garnisons Kirkegård.
Han er portrætteret af Einar Hein 1909 (familieeje). Buste af Jens Lund 1912. Xylografi 1884. Portrætteret på xylografiet af Holstebrosagen for Højesteret (efter tegning af Knud Gamborg).